# Stilson Hutchins
Stilson Hutchins (ur. 14 listopada 1838 w Whitefield, zm. 23 kwietnia 1912 w Waszyngtonie) – amerykański przedsiębiorca, dziennikarz i filantrop.

## Życiorys
Urodził się 14 listopada 1838 r. w Whitefield, New Hampshire jako syn Stilsona Eastmana i Clary Eaton Hutchins. Początkowo pracował jako reporter w Bostonie, a potem w Iowa, gdzie kierował gazetami w Des Moines i Dubuque. Po wojnie secesyjnej założył St. Louis Times, którą sprzedał później z dużym zyskiem. W początkach lat 1870. przeniósł się do Waszyngtonu, gdzie wraz z Frankiem Hattonem założył Washington Post, żeby wspierać Partię Demokratyczną.
W 1857 r. ożenił się Theresą Ellis Martin (1831-1915), w 1883 r. jego żoną została Sarita Morrison Brady (1848-1884), a w 1890 r. Rose Blake Keeling (1867-1926).
W ostatnich miesiącach życia wycofał się z aktywności z powodu choroby, cierpiał z powodu paraliżu. Zmarł 23 kwietnia 1912 r. w Waszyngtonie po długiej chorobie i pochowano go na tamtejszym Rock Creek Cemetery.